# Чернікув-Опатовський
Чернікув-Опатовський (пол. Czerników Opatowski) — село в Польщі, у гміні Опатув Опатовського повіту Свентокшиського воєводства.
Населення — 176 осіб (2011).

## Демографія
Демографічна структура на день 31 березня 2011 року:
|          | Загалом | Допрацездатний вік | Працездатний вік | Постпрацездатний вік |
| -------- | ------- | ------------------ | ---------------- | -------------------- |
| Чоловіки | 84      | 13                 | 64               | 7                    |
| Жінки    | 92      | 16                 | 53               | 23                   |
| Разом    | 176     | 29                 | 117              | 30                   |